# Tunjiško gričevje
Tunjiško gričevje (izgovarjava [ˈtuːnjitsɛ]) je gričevje v okolici Tunjic v zahodni Sloveniji. Južna meja Tunjiškega gričevja sega od Kamnika na vzhodu do Komende na zahodu, kjer se gričevje stika z Ljubljansko kotlino. Gričevje se proti severu dviga proti Kamniško-Savinjskim Alpam. Skozenj teče potok Tunjščica.

## Fosilne najdbe
Leta 1997 so v Tunjiškem hribovju v srednjemiocenskih plasteh laporja in meljevca odkrili fosilizirano koprolitno plast. Stara je približno 13 milijonov let, iz časa, ko je območje prekrivalo Panonsko morje, verjetno pa so jo odložili delfini in drugi vretenčarji. Plast je ohranila ostanke žuželk, rib, rastlin, polžev in celo meduz. Med letoma 2005 in 2007 so Tomaž Hitij, Matija Križnar in Jure Žalohar na najdišču našli fosile morskega konjička, ki so bili razvrščeni kot novi vrsti: Hippocampus sarmaticus in Hippocampus slovenicus. Druge najdbe v gričevju je repno vretence domnevnega zobatega kita. Danes so morski konjički predstavljeni v Prirodoslovnem muzeju Slovenije.